# Котката с шапка (филм, 2026)
„Котката с шапка“ (на английски: The Cat in the Hat) е предстоящ американски анимационен филм от 2026 г., базиран на едноименната книга, написана от Доктор Сюс, и е втората филмова адаптация след игралния филм от 2003 г. Филмът е продуциран от „Уорнър Брос Пикчърс Анимейшън“ и „Д-р Сюс Ентърпрайсъс“, и ще е разпространен от „Уорнър Брос Пикчърс“. Режисьори са Ерика Ривиноджа и Алесандро Карлони, и озвучаващия състав се състои от Бил Хейдър (озвучаващ едноименния котарак), Куинта Брънсън, Боуен Янг, Ксочитл Гомес, Мат Бери и Пола Пел. Премиерата на филма ще излезе на 6 март 2026 г.

## Анимация
Анимацията на филма ще се поддържа от „ДНЕГ Анимейшън“.

## Премиера
Премиерата на филма е планирана да излезе по кината в Съединените щати на 6 март 2026 г. от „Уорнър Брос Пикчърс“.